# Burgerziekenhuis
Het Burgerziekenhuis was een ziekenhuis aan de Linnaeusstraat te  Amsterdam. Het speciaal voor de kleine burgerij van die stad gebouwde hospitaal werd in 1889 in gebruik genomen en heeft tot 1991 als ziekenhuis gefunctioneerd. Sinds 2012 is het gebouw in gebruik als hotel The Manor Amsterdam.

## Geschiedenis

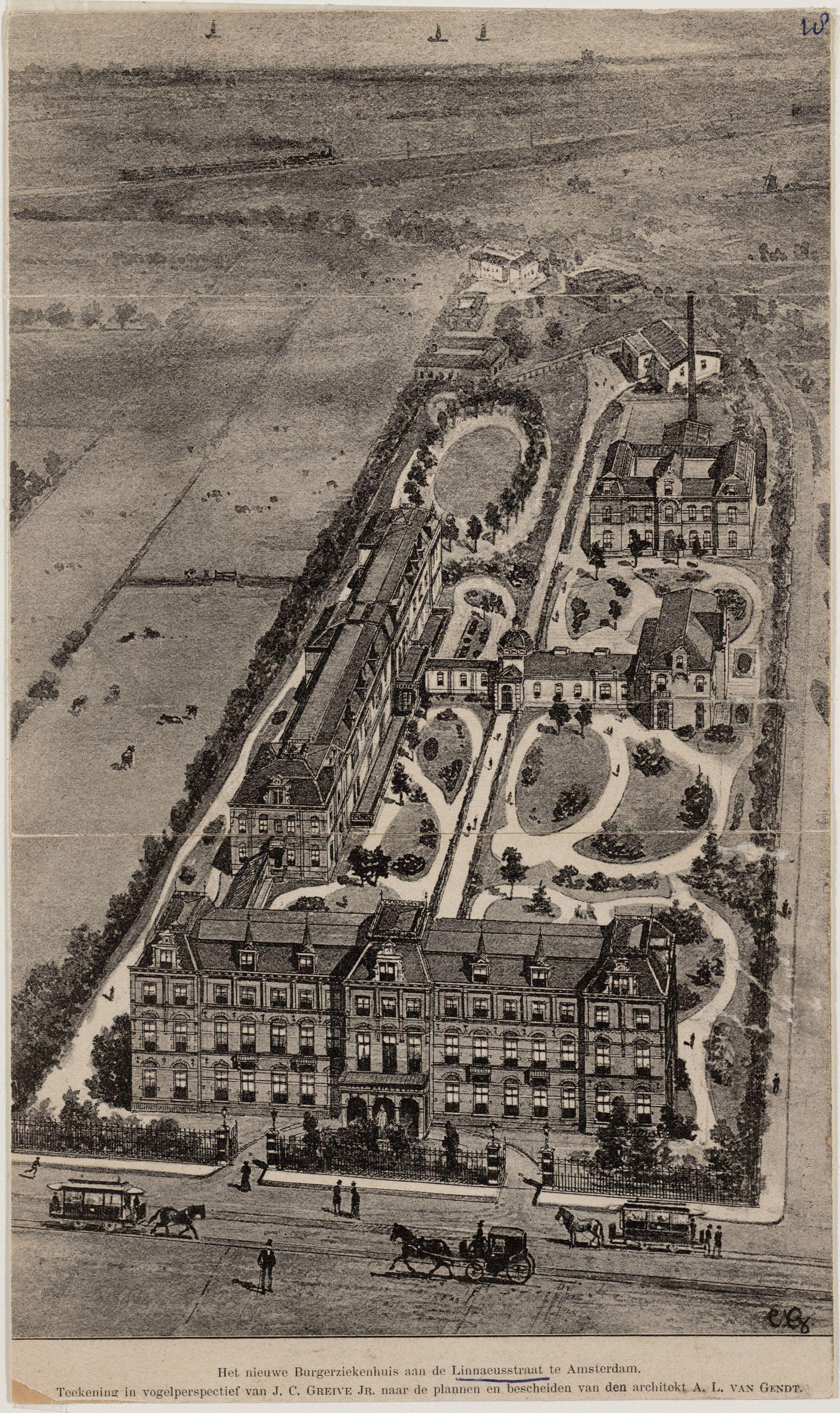
Het ziekenhuis in vogelperspectief

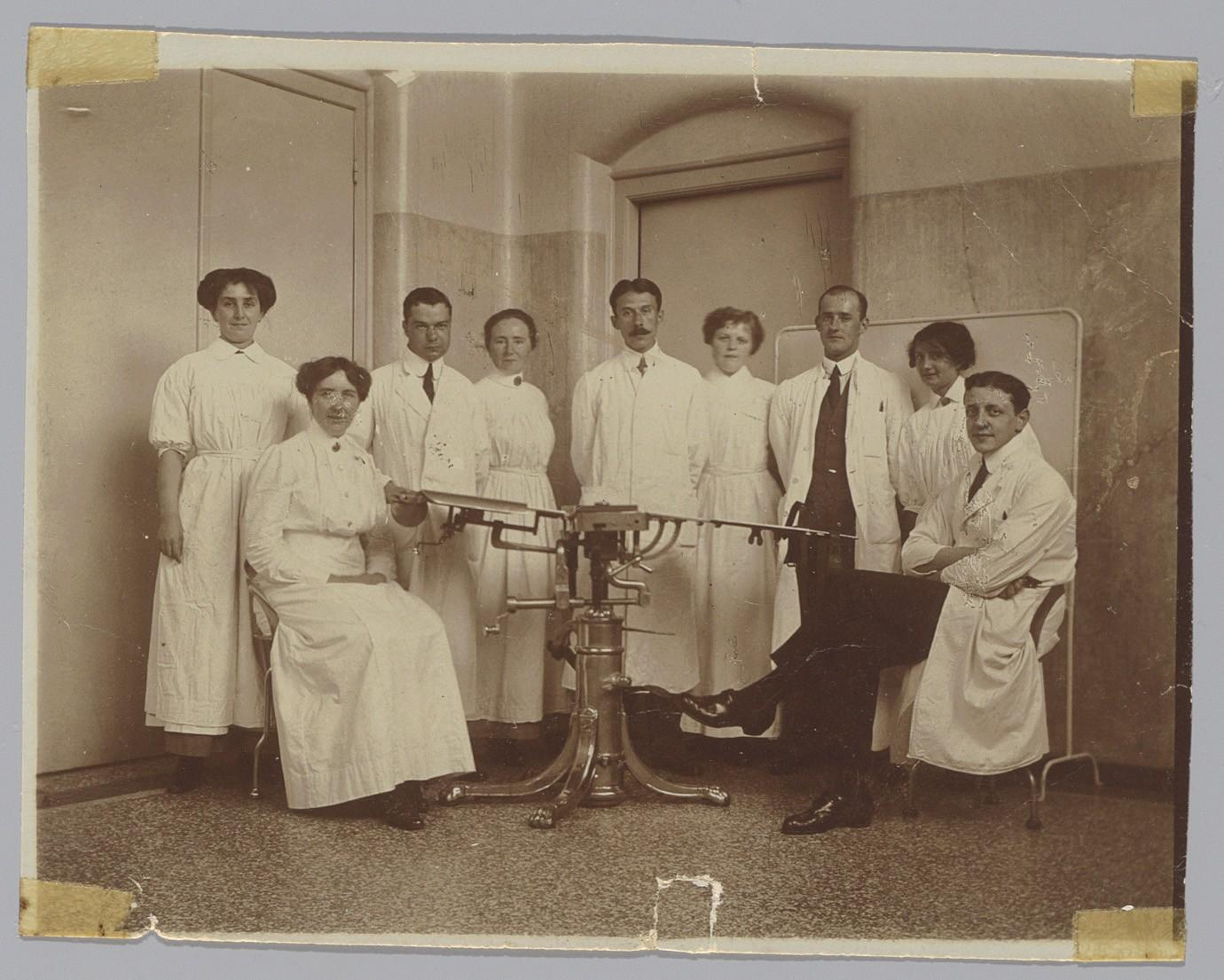
Medisch personeel ± 1900

De chirurg en gynaecoloog Anton Berns opende in 1877 een polikliniek aan de Hoogte Kadijk. Hij werd in dat werk geconfronteerd met tekortkomingen in de verpleging aan huis van patiënten uit de kleine middenstand die een chirurgische ingreep hadden ondergaan. Deze bevolkingsgroep was, evenals de arbeidersklasse in die tijd, vaak slecht behuisd. Vanuit hun klassebewustzijn waren ze echter niet te bewegen zich in de ziekenhuizen voor mindervermogenden die in de loop van de negentiende eeuw waren gesticht op te laten nemen. Alhoewel voor particulieren die het konden betalen onder meer de ziekenverpleging aan de Prinsengracht openstond, was daar slechts plaats voor een zeer beperkt aantal patiënten.

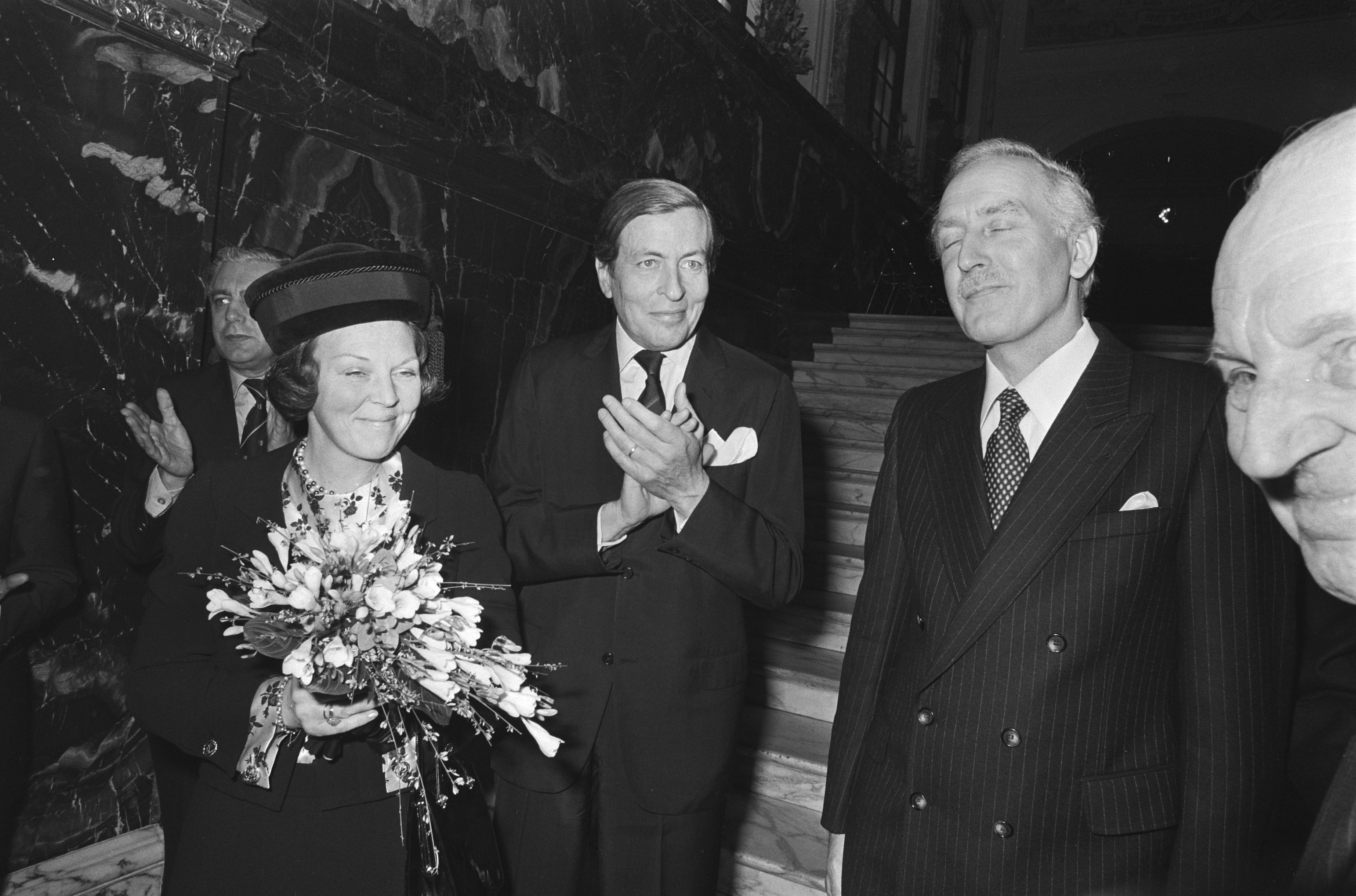
Prinses Beatrix en Prins Claus bij het 100-jarig bestaan van het ziekenhuis in 1979

Dokter Berns, gesteund door zijn collega de internist Bos, ondernam actie om financiële steun te zoeken voor het stichten van een ziekeninrichting ten behoeve van de kleine burgerij. Dankzij de goede naam die Berns genoot, werd zijn streven ruimschoots beloond.
Enige Amsterdamse ingezetenen, onder wie het bekende raadslid Abraham Wertheim, brachten 72.000 gulden bijeen en stichtten in een groot woonhuis aan de Keizersgracht, dat met deze gelden kon worden aangekocht, in 1879 het Burgerziekenhuis. Berns was de stuwende kracht en tevens de eerste directeur. Zijn echtgenote nam er de functie van directrice waar. Het ziekenhuis voorzag in een behoefte; de patiënten stroomden toe. Er was al snel een groter gebouw nodig dat door architect Dolf van Gendt ontworpen werd aan de Linnaeusstraat. 
Dr. Berns riep de hulp in van Jérôme Alexander Sillem die tijdens de oprichtingsperiode de functie van secretaris-penningmeester zou vervullen. Sillem beschikte over een groot netwerk van gefortuneerde familieleden, vrienden en kennissen, onder wie bijvoorbeeld de Borski's, om bij te dragen aan de realisatie van dit project. Zelf doneerde Sillem ook een aanzienlijk bedrag.
Op 18 maart 1891 werd het nieuwe ziekenhuis aan de Linnaeusstraat geopend nadat het benodigde geld met grote moeite bijeen was gebracht, onder meer door een verloting van 200 kunstwerken in de kunstenaarssociëteit Arti et Amicitiae. 
Het nieuwe ziekenhuis aan de Linnaeusstraat was voor die tijd ultramodern: het was voorzien van hydraulische liften, elektriciteit, stromend water en centrale verwarming. Het beschikte over een grote staf medici en verpleegsters. Later werd het ziekenhuis nog uitgebreid met een revalidatiecentrum. De nieuwe vestiging van het Burgerziekenhuis had één miljoen gulden gekost.

## Ontwikkelingen
Het Burgerziekenhuis was gevestigd in een kenmerkend gebouw vlak bij het Oosterpark. In de loop van de jaren is het hospitaal een aantal keer uitgebouwd en vergroot met nieuwe gedeeltes achter en naast het bestaande gebouw. In de tweede helft van de twintigste eeuw raakte het ziekenhuis wat achter bij de ontwikkelingen in de gezondheidszorg, onder meer daardoor had men steeds vaker te kampen met onderbezetting.
Na het concentreren van grote delen van de Amsterdamse ziekenhuiszorg in het Academisch Medisch Centrum (AMC) en het VU medisch centrum werd een aantal kleinere ziekenhuizen, waaronder het Burgerziekenhuis, gesloten. Omdat in het snel groeiende Almere behoefte was aan een plaatselijk ziekenhuis kon de instelling in 1991 onder de naam Flevoziekenhuis worden voortgezet in die stad. Een groot deel van het personeel verhuisde mee naar de nieuwe stad in de polder.

## Huidig gebruik
De gemeente Amsterdam besloot het gebouw aan de Linnaeusstraat te behouden en bracht er in 1994 de ambtenaren van het Stadsdeel-Oost in onder. Na het samenvoegen van meerdere stadsdelen vertrok de ambtenarij naar elders waardoor het voormalige ziekenhuis weer leeg kwam te staan. Het complex is in 2010 in opdracht van een projectontwikkelaar verbouwd tot hotel. Het hoofdgebouw is gerestaureerd en de vleugel uit 1970 werd gesloopt en door nieuwbouw vervangen. Het viersterrenhotel heeft 125 kamers.   